# Мозговой штурм (телепередача)
«Мозговой штурм» — программа, посвящённая науке и высоким технологиям. До 22 декабря 2014 года выходила на канале ТВ Центр по понедельникам в час ночи.

## О программе
«Мозговой штурм» — это дискуссионный клуб, где обсуждаются проблемы, связанные с наукой. Письмо с просьбой о запуске программы отправил на канал ТВ Центр академик РАН, Нобелевский лауреат, вице-президент РАН Жорес Иванович Алфёров. В результате было создано дискуссионное ток-шоу с учёными, прекрасно снятое и выстроенное с точки зрения логики и композиции.
Программа «Мозговой штурм» создана, прежде всего, для того, чтобы вывести интеллигенцию на экраны — навстречу широким массам. Научное сообщество уже давно существует где-то на «периферии обсуждений».
При этом найти проблему, которая в наше время решалась бы без учёных, практически невозможно. Теперь научное сообщество сможет рассказать широкому кругу граждан России о том, что оно делает, о перспективе, о том, что оно ждет от общества и что обществу следует ждать от российской науки. Гостями программы в разное время были: лауреат Нобелевской премии по физике, академик РАН Жорес Алфёров; Президент Национального исследовательского центра «Курчатовский институт», академик РАН — Евгений Велихов; академик РАН, доктор физико-математических наук — Валерий Рубаков; академик РАН, директор Института географии РАН — Владимир Котляков; академик РАН, Директор Института археологии и этнографии СО РАН, лауреат Государственных премий РФ (2001, 2012) — Анатолий Деревянко; президент Нанотехнологического общества России — Виктор Быков и другие представители научной элиты. Программа стала победителем в конкурсе «PRO образование» за 2012 и 2013 годы, Анна Урманцева — автор и ведущая программы «Мозговой штурм» стала лауреатом Международного конкурса деловой журналистики «PRESSЗВАНИЕ» в номинации «Уважение коллег» за 2013 год, она признана самым грамотным журналистом в России (премия «За владение русским языком»), победителем в конкурсе «Инновации глазами журналистов».
В конце 2013 года по материалам программы выпущена книга «Мозговой штурм. Избранные дискуссии». Она вышла под редакцией газеты «Аргументы недели». В книге опубликованы
полные варианты дискуссий, из которых только малая часть умещается в телевизионный эфир. В книге девять глав: «Человек-амфибия», «Эволюция человека», «Интернет-мышление», «Луна или
Марс?», «Современные технологии в криминалистике», «Демография. Русский крест», «Старение», «Вакцины», «Авторские психотренинги».

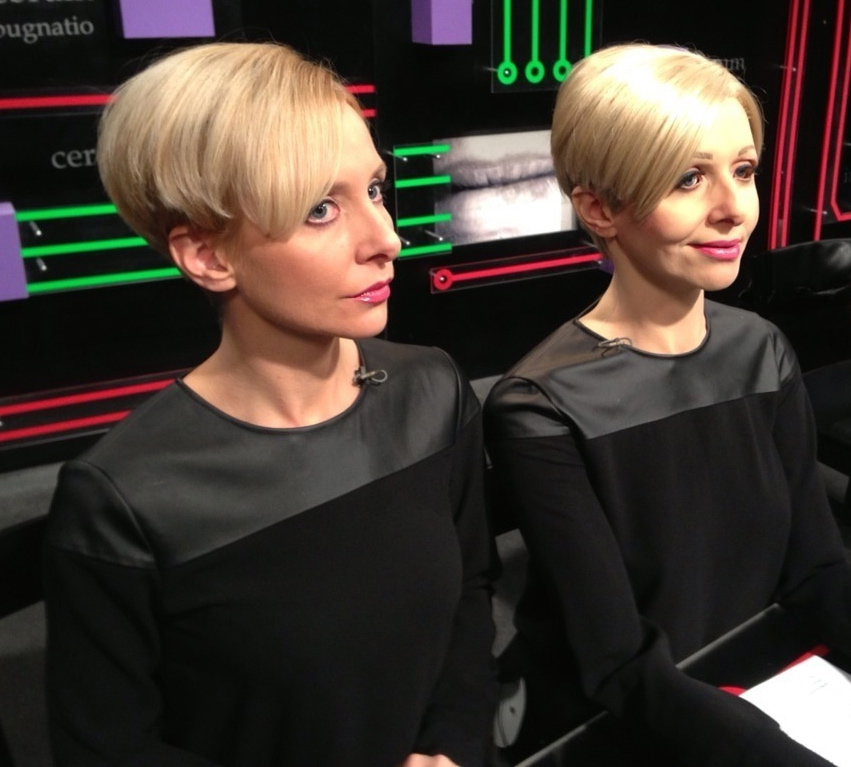
Первый российский робот-телеведущая

В конце 2013 года в Москве компанией «Нейроботикс» был представлен антропоморфный робот с внешностью ведущей программы «Мозговой штурм» Анны Урманцевой. Робот, получивший неофициальное имя Тума Урман, был создан с намерением полностью заменить ведущую, как модератора дискуссии.

## Награды и премии
- 2012 — Победитель Всероссийского конкурса СМИ «PRO Образование 2012» в номинации «Лучший материал о развитии современной российской науки»[2].
- 2013 — Лауреат международного конкурса деловой журналистики PRESSЗВАНИЕ в номинации «Уважение коллег»[3].
- 2013 — Победитель Всероссийского конкурса СМИ «PRO Образование 2013» в номинации «Российские кластеры: лучший материал, посвященный развитию современных форм взаимодействия системы подготовки кадров, научного и производственного сектора»[4].